# Castello di Condojanni
Das Castello di Condojanni ist die Ruine einer normannischen Burg aus dem 11. Jahrhundert in Condojanni, einem Ortsteil von Sant’Ilario dello Ionio in der italienischen Region Kalabrien. Sie liegt auf dem Gipfel einer felsigen Erhebung und dominierte die Locride. Es ist eines der wenigen Beispiele für die Architektur des Hochmittelalters in Kalabrien.
Die Burg gehörte in normannischer Zeit zusammen mit den benachbarten und gleichartigen in Gerace, Stilo, Amendolea und Sant’Aniceto zu einem Verteidigungssystem zur Kontrolle der ionischen Mittelmeerküste.

## Geschichte
Der mächtige Donjon wurde im Auftrag der Schweizer Bewohner um das 11. Jahrhundert als Aussichtspunkt und Zuflucht für die Bevölkerung errichtet, nachdem die Sarazenen ihre Überfälle entlang der kalabrischen Küste intensiviert hatten. Als Kalabrien in den Einflussbereich der Staufer kam, wurde dieser Donjon umgebaut und erweitert, wodurch eine Burg entstand, indem einige rechteckige Türme angebaut wurden. Seit dieser Zeit gibt es Dokumente, die davon Zeugnis ablegen.
Im Laufe des 13. Jahrhunderts wurde die Burg zum Kommandozentrum des florierenden Lehens von Condojanni.
Im Laufe der Jahrhunderte gelangte die Burg in die Hände bekannter sizilianischer Dynastien, darunter in die der Ruffos, der Marullos und der Carafas, Prinzen von Roccella.

## Beschreibung
Der Turm in der Mitte hat einen quadratischen Grundriss und vier Stockwerke; seine Höhe erreicht 30 Meter.
Das Erdgeschoss der Burg hat zahlreiche Räume, und eine Längsmauer teilte den Innenraum der Burg vom Waffenplatz.
Die Außenmauern der Burg wurden mehrmals umgebaut.